# أندرو ياو
أندرو ياو ((بالصينية: 姚期智) (بالإنجليزية: Andrew Chi-Chih Yao)) ولد في 24 ديسمبر 1946 هو عالم حاسوب أمريكي صيني، اشتهر في مجال علم الحاسوب بمساهماته في النظرية الحسابية، فاز بجائزة تورنغ في عام 2000، وهي أعلى وسام في علوم الكمبيوتر.
سبب حصوله على جائزة تورنغ كانت «مساهماته الأساسية في النظرية الحسابية [ التعقيد الحسابي ]، بما في ذلك النظرية القائمة على التعقيد لتوليد الأرقام العشوائية الزائفة والتشفير وتعقيد الاتصالات.» بالإضافة إلى المساهمات المذكورة في استحقاقه لجائزة تورينج والتي كان لها تطبيقات هامة في الحوسبة الموزعة، ساهم ياو في البحوث الأساسية في تحليل الخوارزميات و الحوسبة الكمية .

## التعليم والمناصب
حصل ياو على درجة البكالوريوس عام 1967 في الفيزياء من جامعة تايوان الوطنية، ودرجة الماجستير (1969) في الفيزياء، والدكتوراه (1972) في الفيزياء من جامعة هارفارد، والدكتوراه (1975) في علوم الحاسوب من جامعة إلينوي، بعد أن انتهى من دراسته، امتهن ياو التدريس في معهد ماساتشوستس للتكنولوجيا (1975–76)، وجامعة ستانفورد (1976–1981؛ 1982–1986)، وجامعة كاليفورنيا بيركلي (1981–1982)، جامعة برينستون (1986-2004)، جامعة تسينغ هوا في بكين (2004-)، حيث يشغل منصب مدير معهد علوم الكمبيوتر النظرية، والجامعة الصينية في هونغ كونغ (2005-).
شغل ياو منصب مدير التحرير لمجلة جمعية الرياضيات الصناعية والتطبيقية (SIAM) حول الحوسبة (1989-1991)، والمحرر الاستشاري لمجلة Journal of Combinatorial Optimization عام (1997-) ، ورئيس التحرير المساعد لمجلة Journal of Software عام (2001-)، وقد عمل في تحرير مجلة الخوارزميات (1980-1991) ومجلة SIAM للحوسبة (1981-1987) ومجلة رابطة آلات الحوسبة (1982-1983) و مجلة Information and Control عام ( 1982-1985 ) ، ومجلة Algorithmica عام (1985)، ومجلة
Random Structures & Algorithms بين (1990-2002)، و Journal of Cryptology بين (1991-1996) ، والمجلة الدولية لأسس علوم الكمبيوتر (1994-).

## التكريم
تم انتخاب ياو لعضوية جمعية آلات الحوسبة (ACM ؛ في سنة 1995)، والأكاديمية الوطنية الأمريكية للعلوم (1998)، والأكاديمية الأمريكية للفنون والعلوم (2000)، والأكاديمية الصينية (2000)، والجمعية الأمريكية لتقدم العلوم (2003)، والأكاديمية الصينية للعلوم (2004). بالإضافة إلى جائزة تورنغ، حصل ياو أيضا على جائزة SIAM George Pólya لعام (1987) ، وجائزة ACM Donald E. Knuth لعام  (1996) ، وجائزة أبحاث مؤسسة Pan Wen-Yuan عام (2003).